# Brian L. Schmidt
Brian L. Schmidt (1962–) zeneszerző, aki video- és pinball játékokhoz komponált kísérőzenéket. 1987-ben kezdte pályafutását a játékautomata-zene és hangtechnikai ipar terén, mint zeneszerző, hangmérnök-tervező és programozó a chicagói Williams Electronic Games cégnél, ahol pinball- és pénzbedobós játékautomatákhoz készített zenéket és hangkulisszát. 1989-ben Schmidt otthagyta a Williams-t, Schmidt Entertainment Technologies néven céget alapított és így lett a játékautomata-ipar első független zeneszerzője, hangtervezője és audiotechnológusa. Szakértőként több, mint 120 konzol és videójáték készítésében vett részt. Schmidt az alkotója a BSMT2000 audio-jelfeldolgozó processzornak (DSP), amelyet különféle pinball játékgépben és pénzbedobós videójátékban alkalmaztak, valamint ő tervezte a CAPCOM játékautomatáiban alkalmazott QSound "Q1" 3 dimenziós hangcsipet is. 1998-ban Brian a Microsoft-hoz csatlakozott és a DirectSound és DirectMusic technológiák programmenedzsere lett. 1999-től 2008-ig az Xbox Audio és Voice Technologies osztályának programmenedzsere volt a Microsoftnál és az Xbox és Xbox 360 audiorendszereinek kialakításáért volt felelős. Ő készítette az eredeti Xbox konzol indulóhangját, mikor a „régi iskola” technikáinak felhasználásával hozott létre egy 8 másodperces hangot, mindössze 25 KiB memóriát felhasználva. Briannek köszönhető a valós idejű Digital Surround megjelenése a videójátékokban, a Dolby Digital Live technológia bevezetésevel az Xbox-ban.
Schmidt 2008-ban megkapta a Lifetime Achievement Award életműdíjat a Game Audio Network Guild (www.audiogang.org) szervezettől, a játék-audio iparhoz történt hozzájárulásáért. Munkáival számos díjat nyert, mint például a Sega "Best Sound" (legjobb hang) díját vagy a Game Audio Network Guild (G.A.N.G.) "Best new audio technology" (legjobb új audiotechnika) díját. 1989-ben a NARC játékautomata számára írt témáját a The Pixies kiadó albumon jelentette meg, egyéb zenéi is megjelentek CD-n Legends of Game Music címen. A 2010-es Játékfejlesztői Konferencián átvette a 2009-es évre kiosztott G.A.N.G. díjat, a GameSoundCon alapításáért.
Brian két hallgatói fokozattal rendelkezik, egy B.M. (Bachelor of Music, kb. a zenetudományok baccalaureusa alapfokozat) és az 1985-ben a Northwestern egyetemen szerzett BSc alapdiploma a számítógép-tudomány területén. Ő hozta létre az első kettős programot a Zenei Iskola és a Műszaki Intézet között ugyanott. Ezt követően 1987-ben mesterfokozatot szerzett, ugyancsak a Northwestern egyetemen; diplomamunkájának címe „Számítógépes alkalmazások a zenében” volt (Computer Applications in Music). A tézisek egy részét a Computer Music Journal is közölte 1987-ben.
Schmidt 2008 februárjában otthagyta a Microsoftot és megalakította a Brian Schmidt Studios, L.L.C. vállalatot, amely egy független konzultációs és tanácsadó cég. Ő a GameSoundCon létrehozója is, amely a professzionális audio-közösség számára létrehozott, a játékautomaták céljára történő zeneszerzés és hangtervezés témáit felölelő konferencia és szemináriumsorozat.
Brian az alapítója és alkotási igazgatója az EarGames vállalatnak, amely egy független, főleg audiojátékokra specializálódott játékfejlesztő cég – ezekben a játékokban a játékmenet a hangokra támaszkodik. Az EarGames első terméke az „Ear Monsters” játék 2013 júniusában jelent meg.

## Schmidt munkái

### Pinball

#### Williams
- Fire! (Chris Granner és Rich Karstens közreműködésével)
- Big Guns (Chris Granner-rel)
- Space Station: Pinball Rendezvous
- Banzai Run
- Swords of Fury
- Black Knight 2000 (Dan Forden programozó-zeneszerzővel és Steve Ritchie tervezővel)

#### Data East Pinball
- Back to the Future: The Pinball
- The Simpsons
- Checkpoint
- Teenage Mutant Ninja Turtles
- Batman
- Star Trek: 25th Anniversary
- Hook
- Lethal Weapon 3
- Star Wars
- Rocky & Bullwinkle
- Jurassic Park
- Last Action Hero
- Tales from the Crypt
- The Who's Tommy: Pinball Wizard
- WWF Royal Rumble
- Guns N' Roses
- Maverick
- Aaron Spelling Custom Pinball (ez valójában a Lethal Weapon 3 Aaron Spelling producer számára átalakított változata)

#### Sega Pinball
- Mary Shelley's Frankenstein
- Baywatch
- Batman Forever
- Apollo 13
- GoldenEye
- Mini-Viper
- Independence Day
- Twister
- Space Jam
- The Lost World: Jurassic Park
- Star Wars Trilogy
- The X-Files
- Starship Troopers
- Lost In Space

### Videójátékok

#### Játéktermi játékok
- NARC (Williams; Marc LoCascio-val)
- Tattoo Assassins (Data East Pinball)

#### Sega Mega Drive/Genesis

##### Electronic Arts
- Crüe Ball
- Desert Strike: Return to the Gulf (with Rob Hubbard)
- Jungle Strike
- Mutant League Football
- NBA Live 97
- Super Baseball 2020

##### Más fejlesztők
- Weaponlord (Namco)
- World Heroes (Sega Midwest Studio)
- Zoop (Viacom New Media)
- Congo
- Star Trek: Starfleet Academy Starship Bridge Simulator (Interplay)

#### Super Nintendo Entertainment System
- Madden NFL 93
- Madden NFL '94 (Electronic Arts)
- Madden NFL 95
- Madden NFL 96
- MechWarrior 3050
- NBA Live 97 (Electronic Arts)
- Weaponlord (Namco)
- NHL '96 (Electronic Arts)

## Fordítás
- Ez a szócikk részben vagy egészben  a   Brian L. Schmidt című angol Wikipédia-szócikk ezen változatának fordításán alapul.  Az eredeti cikk szerkesztőit annak laptörténete sorolja fel. Ez a jelzés csupán a megfogalmazás eredetét és a szerzői jogokat jelzi, nem szolgál a cikkben szereplő információk forrásmegjelöléseként.

## Interjúk
- Sonic Scoop
- GamesSound
- NextGen Audio Squareoff
- Audio Spotlight
- Ear Monsters[halott link]